# Tepa yerma
Tepa yerma är en insektsart som först beskrevs av Rolston 1972.  Tepa yerma ingår i släktet Tepa och familjen bärfisar. Inga underarter finns listade i Catalogue of Life.